# Cantón de Santa Ana
Cantón de Santa Ana är en kanton i Costa Rica.   Den ligger i provinsen San José, i den centrala delen av landet, 11 km väster om huvudstaden San José.